# Parco di Portofino
Parco di Portofino este o arie protejată (arie specială de conservare — SAC, sit de importanță comunitară — SCI) din Italia întinsă pe o suprafață de 1.196 ha, din care 1 % marine.

## Localizare
Centrul sitului Parco di Portofino este situat la coordonatele 44°19′22″N 9°10′54″E / 44.322778°N 9.181667°E.

## Înființare
Situl Parco di Portofino a fost declarat sit de importanță comunitară în iunie 1995 pentru a proteja 80 de specii de animale. Situl a fost protejat și ca arie specială de conservare în aprilie 2017.

## Biodiversitate
Situată în ecoregiunea mediteraneană, aria protejată conține 18 habitate naturale: Vegetație anuală la limita mareei, Tufărișuri termo-mediteraneene și de pre-deșert, Peșteri inaccesibile publicului, Păduri de stejar alb estice, Pajiști umede mediteraneene cu ierburi înalte de Molinio-Holoschoenion, Păduri de Quercus ilex și Quercus rotundifolia, Pajiști carstice calcaroase sau bazofile, de Alysso-Sedion albi, Formațiuni scunde de Euphorbia în apropierea falezelor, Lespezi calcaroase, Pseudostepă cu ierburi și specii anuale de Thero-Brachypodietea, Păduri de pin mediteraneene cu pini mezogeni endemici, Recifuri, Păduri aluvionare cu Alnus glutinosa și Fraxinus excelsior (Alno-Padion, Alnion incanae, Salicion albae), Pante stâncoase calcaroase cu vegetație casmofită, Faleze cu vegetație de Limonium spp. endemic de pe coastele mediteraneene, Păduri de Castanea sativa, Pajiști uscate seminaturale și facies de acoperire cu tufișuri pe substraturi calcaroase (Festuco-Brometalia) (* situri importante pentru orhidee), Liziere de ierburi înalte hidrofile de câmpie și de nivel montan până la alpin.
La baza desemnării sitului se află mai multe specii protejate:
- păsări (73): uliu păsărar (Accipiter nisus), pițigoi codat (Aegithalos caudatus), lăstunul mare (Apus apus), Apus pallidus, cucuvea (Athene noctua), șorecarul comun (Buteo buteo), caprimulg (Caprimulgus europaeus), sticlete (Carduelis carduelis), Certhia brachydactyla, florinte (Chloris chloris), cioară neagră (Corvus corone), cuc (Cuculus canorus), pițigoi albastru (Cyanistes caeruleus), ciocănitoare pestriță mare (Dendrocopos major), egretă mică (Egretta garzetta), presură de grădină (Emberiza hortulana), măcăleandru (Erithacus rubecula), șoim călător (Falco peregrinus), vânturel roșu (Falco tinnunculus), muscar negru (Ficedula hypoleuca), cinteză (Fringilla coelebs), Fringilla montifringilla, gaiță (Garrulus glandarius), Hippolais polyglotta, rândunică (Hirundo rustica), capîntortură (Jynx torquilla), sfrâncioc roșiatic (Lanius collurio), Larus argentatus, pescăruș negricios (Larus fuscus), pescăruș-cu-cap-negru (Larus melanocephalus), pescăruș râzător (Larus ridibundus), câneparul (Linaria cannabina), privighetoare (Luscinia megarhynchos), mierlă albastră (Monticola solitarius), muscar sur (Muscicapa striata), grangur (Oriolus oriolus), ciuf-pitic (Otus scops), pițigoi mare (Parus major), vrabie (Passer domesticus), pițigoi de brădet (Periparus ater), Phalacrocorax carbo sinensis, codroș de munte (Phoenicurus ochruros), codroșul de pădure (Phoenicurus phoenicurus), pitulice de munte (Phylloscopus bonelli), pitulice de munte (Phylloscopus collybita), pitulice sfârâitoare (Phylloscopus sibilatrix), pitulice-fluierătoare (Phylloscopus trochilus), ciocănitoarea verde (Picus viridis), brumăriță de pădure (Prunella modularis), Ptyonoprogne rupestris, mugurarul (Pyrrhula pyrrhula), aușel sprâncenat (Regulus ignicapilla), aușel cu cap galben (Regulus regulus), mărăcinar (Saxicola rubetra), mărăcinar negru (Saxicola torquatus), sitar de pădure (Scolopax rusticola), cănăraș (Serinus serinus), țiclete (Sitta europaea), scatiu (Spinus spinus), turturică (Streptopelia turtur), huhurez mic (Strix aluco), silvie cu cap negru (Sylvia atricapilla), silvie de zăvoi (Sylvia borin), silvie de câmp (Sylvia communis), silvie mediteraneană (Sylvia melanocephala), silvie de tufiș (Sylvia undata), chiră de mare (Thalasseus sandvicensis), fluturașul de stâncă (Tichodroma muraria), pănțărușul (Troglodytes troglodytes), mierlă (Turdus merula), sturz-cântător (Turdus philomelos), strigă (Tyto alba), pupăză (Upupa epops)
- amfibieni (2): Salamandrina terdigitata, Speleomantes strinatii
- nevertebrate (4): Austropotamobius pallipes, croitorul mare al stejarului (Cerambyx cerdo), Euplagia quadripunctaria, rădașcă (Lucanus cervus)
- pești (1): Telestes muticellus

Pe lângă speciile protejate, pe teritoriul sitului au mai fost identificate 69 de specii de plante, 1 specie de păsări, 5 specii de amfibieni, 37 de specii de nevertebrate, 10 specii de reptile.